# Ford Country Sedan
Ford Country Sedan var en amerikansk bilmodell tillverkad modellåren 1952-1974 av Ford Motor Company. Country Sedan var mellanmodellen av Fords stationsvagnar och ingick ifrån början i modellserien Ford Customline, för att årsmodellerna 1955-1968 tillsammans med övriga stationsvagnar ingå en gemensam herrgårdsvagnsserie kallad ”Ford Station Wagon”. Från 1969 lyftes Country Sedan in i modellserien Galaxie 500 och från och med 1975 slopades namnet helt och kallades rätt och slätt LTD Wagon.
De åtta- och niositsiga bilarna hade från början ett extra baksäte som gjordes tillgängligt via höger bakre sidodörr, där halva baksätet kunde fällas framåt under av- och påstigning. Från 1965 var extrasätet utformat så att det bestod av två mindre säten vända mot varandra så att man kom att åka sittande i sidled och att det på så sätt upp till fyra personer fick plats i detta utrymme. Utrymmet nåddes via den helt nykonstruerade bagageluckan Magic Doorgate vilken kunde vikas/tiltas på olika sätt (se bilder i galleriet). Från 1971 upphörde Ford att specificera hur många passagerare bilen var avsedd för, utan kallades fem-dörrars och angav endast antalet säten/soffor ("2S" respektive "3S") för de olika modellerna.
Modellen ska inte förväxlas med Ford Country Squire som var en lyxigare modell i Fords utbud av stationsvagnar.

## Produktion
Från början var alla Country Sedan sexsitsiga fyra-dörrars stationsvagnar. Med början 1955 började denna serie tillverkas i både sex- och åttasitsigt utförande. Från och med årsmodell 1957 räknades modellen med extra baksäte som niositsig. I likhet med övriga modeller inom Ford gjordes olika förändringar genom åren.

### 1952
Karossen på Ford var helt ny inför 1952. Utformningen av detaljer som instrumentbräda, grill, körriktningsvisare och inte minst de kromade ”luftinsläppen” på bakskärmarna var tydligt inspirerade av den moderna jetmotortekniken.

### 1953
Den stora nyheten inför 1953 var att Fordarna nu gick att köpa med servostyrning och bromsservo som extratillbehör. Alla bilar hade dessutom en minnesplakett i rattcentrum för att uppmärksamma märkets 50-årsjubileum. 

### 1954
Detta år markerade slutet på en över trettio år lång period av sidventilsmotorer, då man introducerade märkets första moderna toppventils V8, den så kallade ”Ford Y-block” på 130 hk. Som extrautrustning fanns nu även elmanövrerade säten att beställa och hastighetsmätaren flyttade upp ovanpå instrumentbrädan och försågs med ett genomskinligt lock som släppte in solljus. 

## Bildgalleri

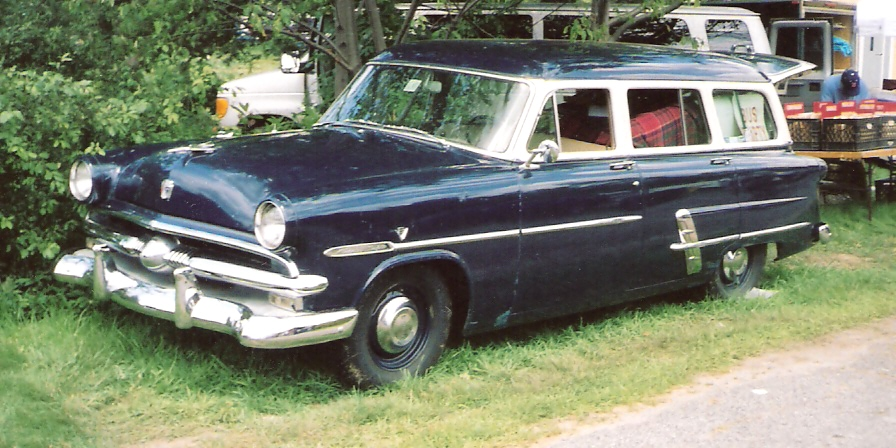
1953 Ford Customline Country Sedan
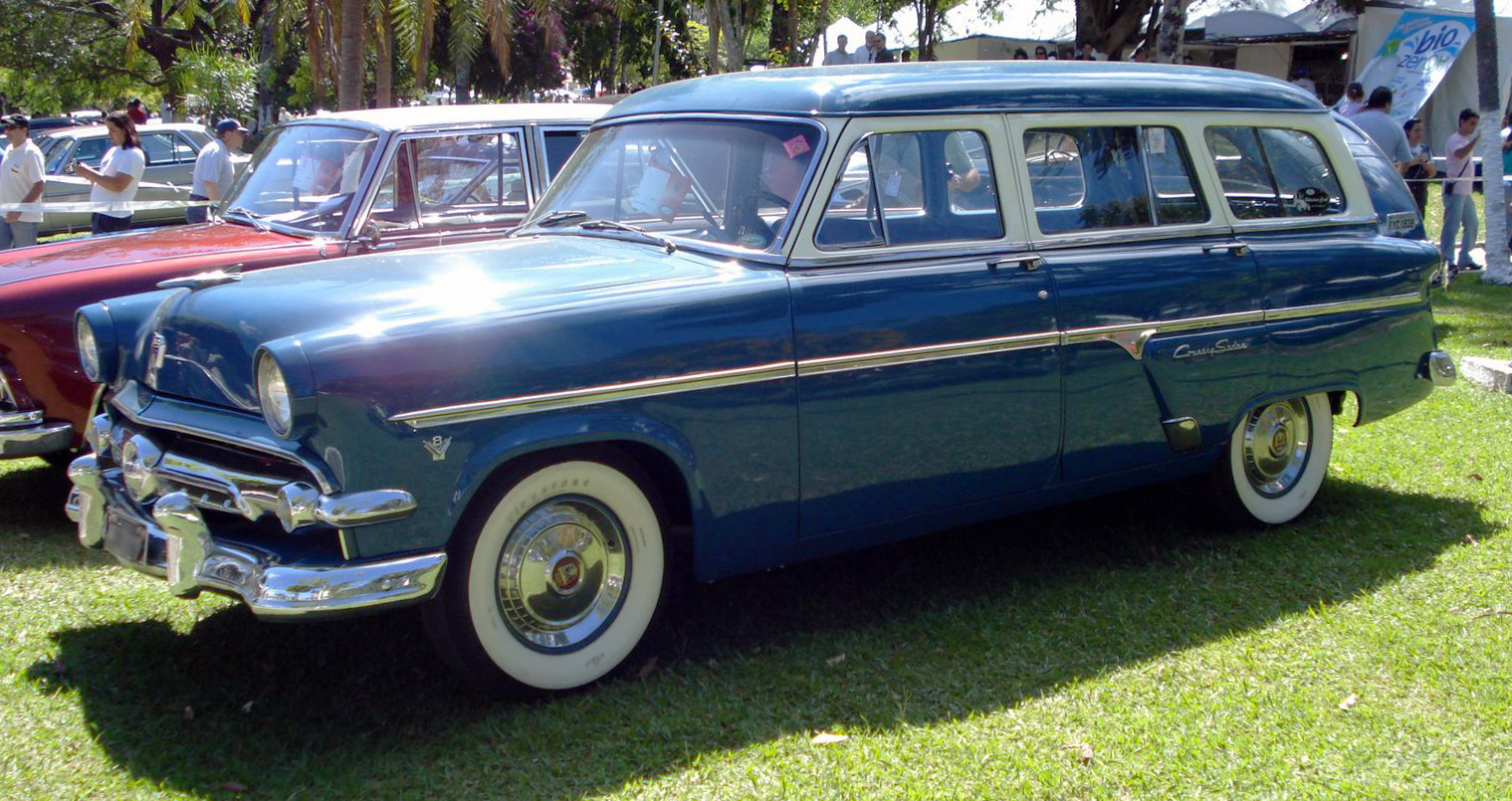
1954 Ford Customline Country Sedan
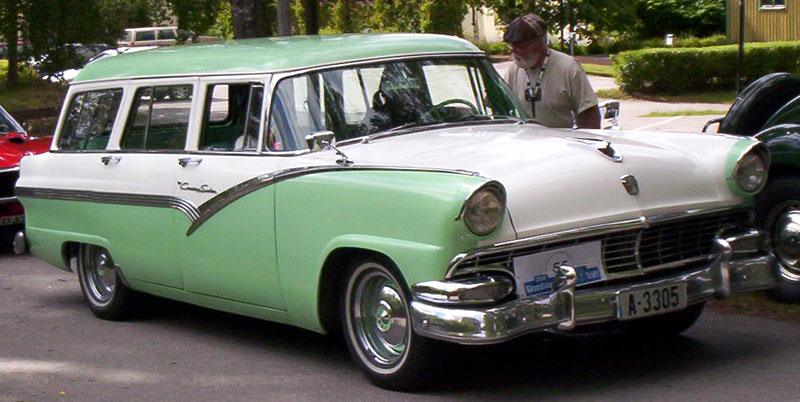
1956 Ford Country Sedan
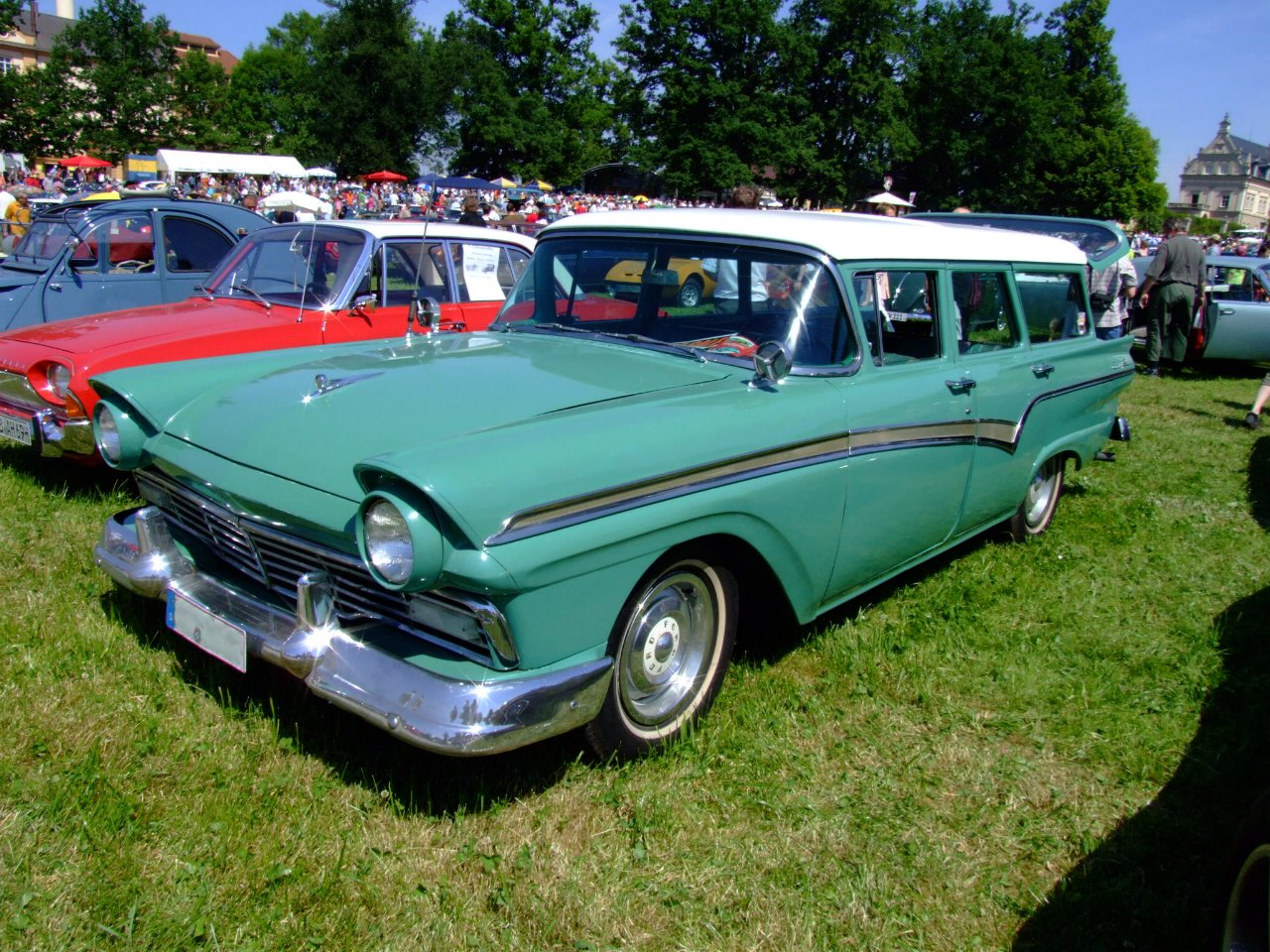
1957 Ford Country Sedan
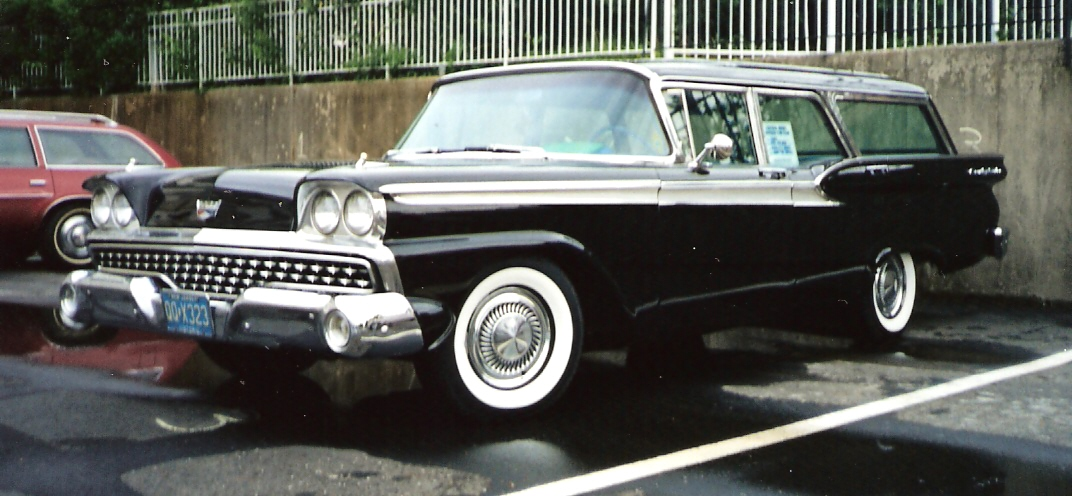
1959 Ford Country Sedan
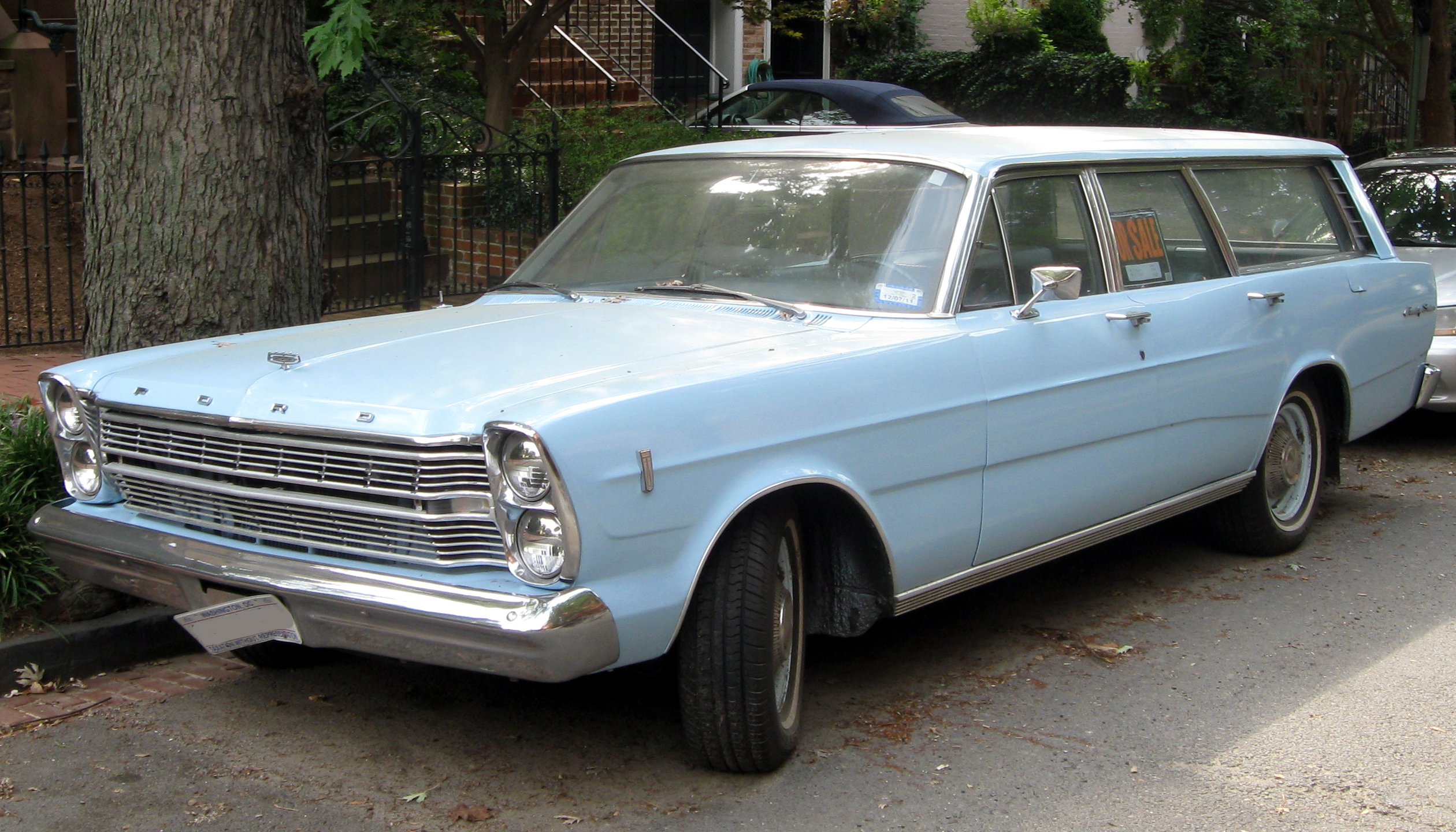
1966 Ford Country Sedan
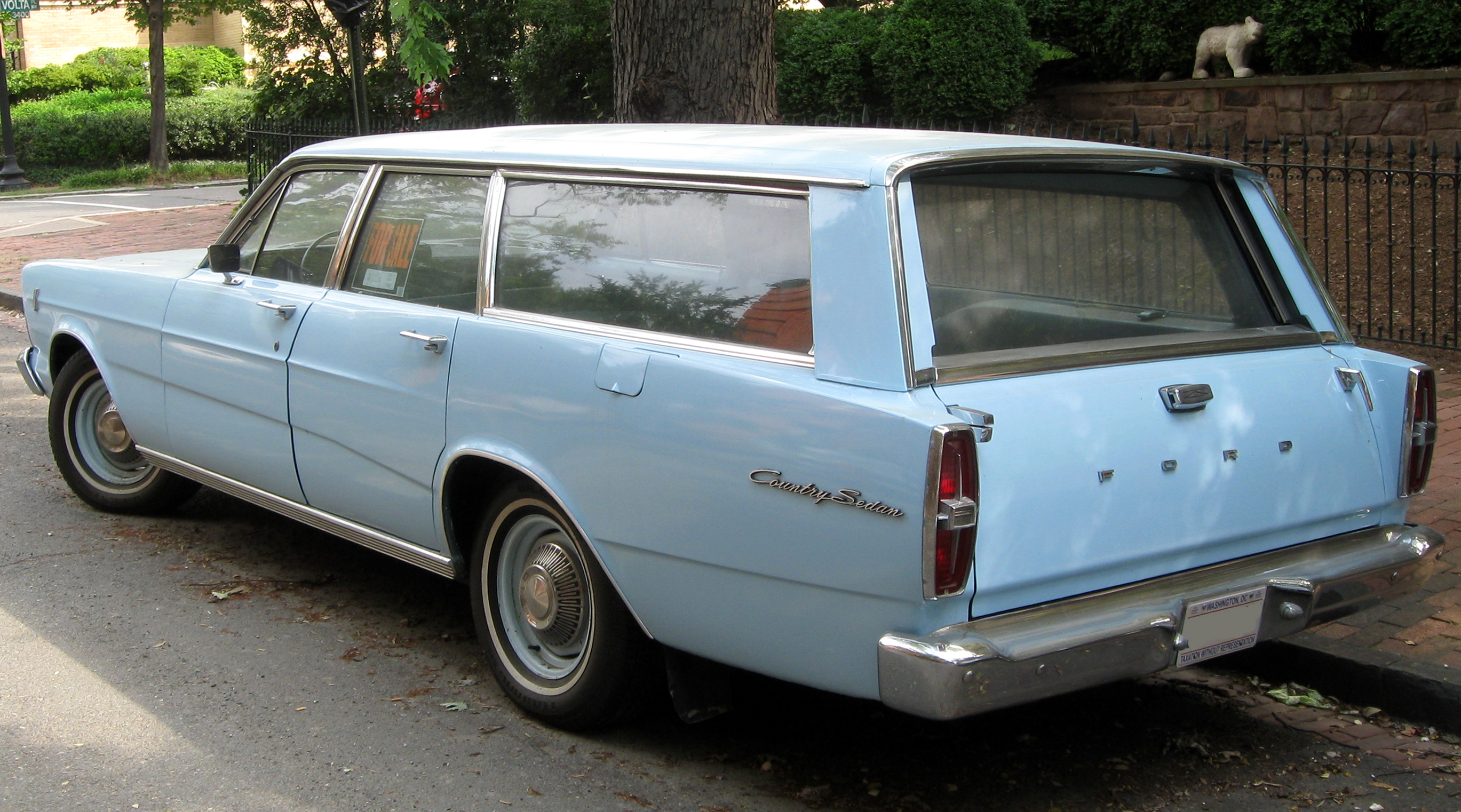
1966 Ford Country Sedan
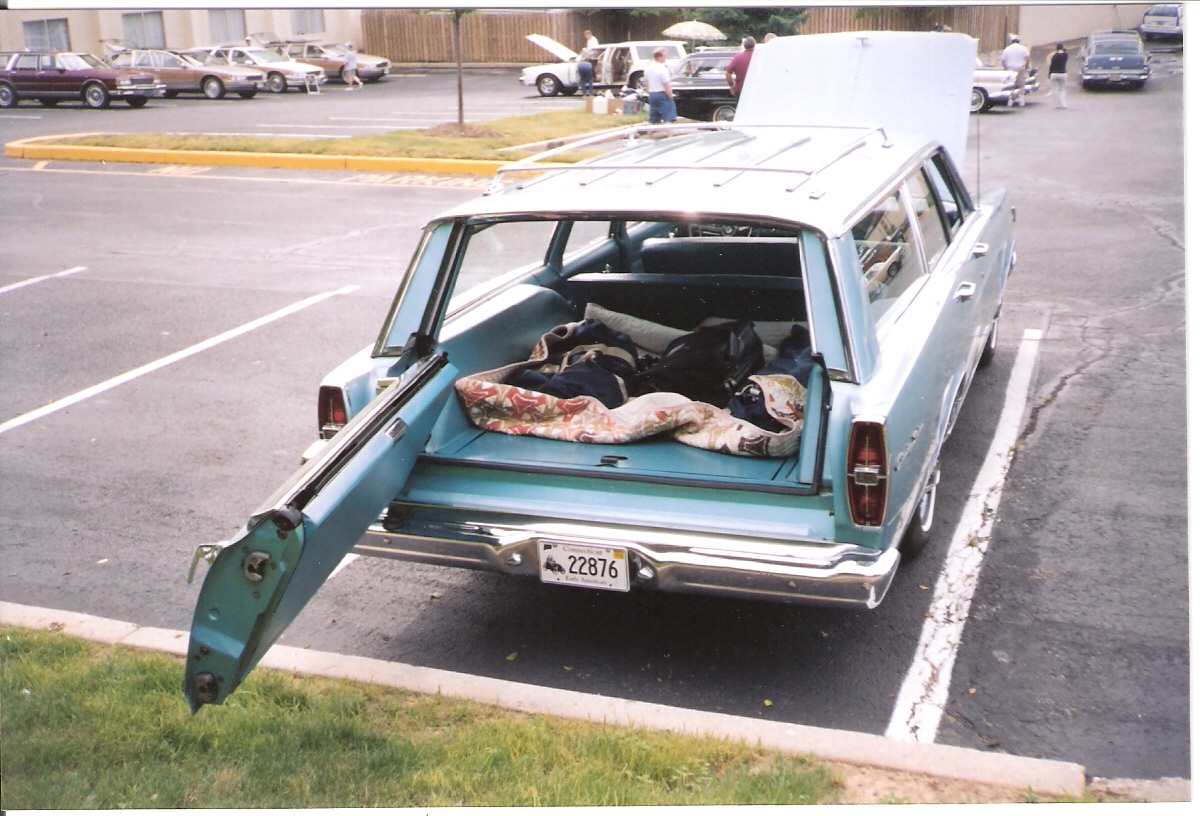
1966 Ford Country Sedan (”Magic Doorgate” backlucka sidhängd)
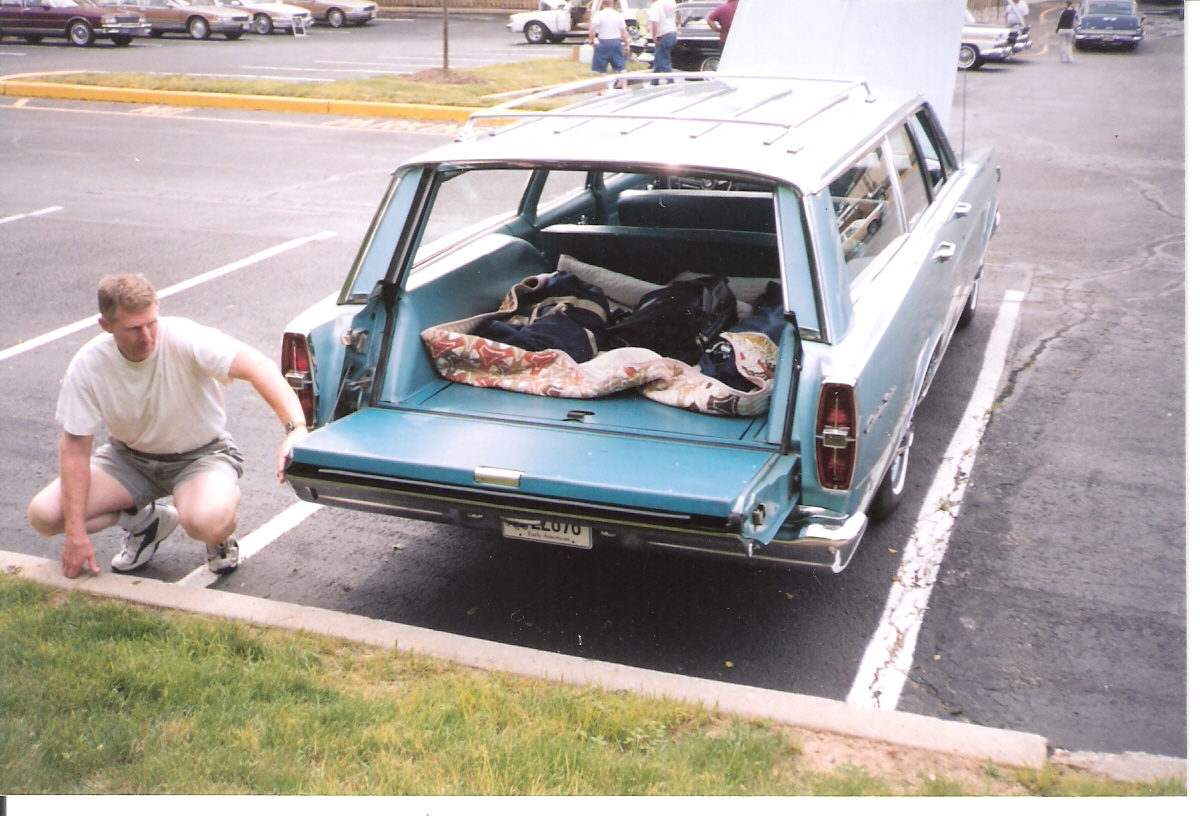
1966 Ford Country Sedan (”Magic Doorgate” backlucka nedfälld)
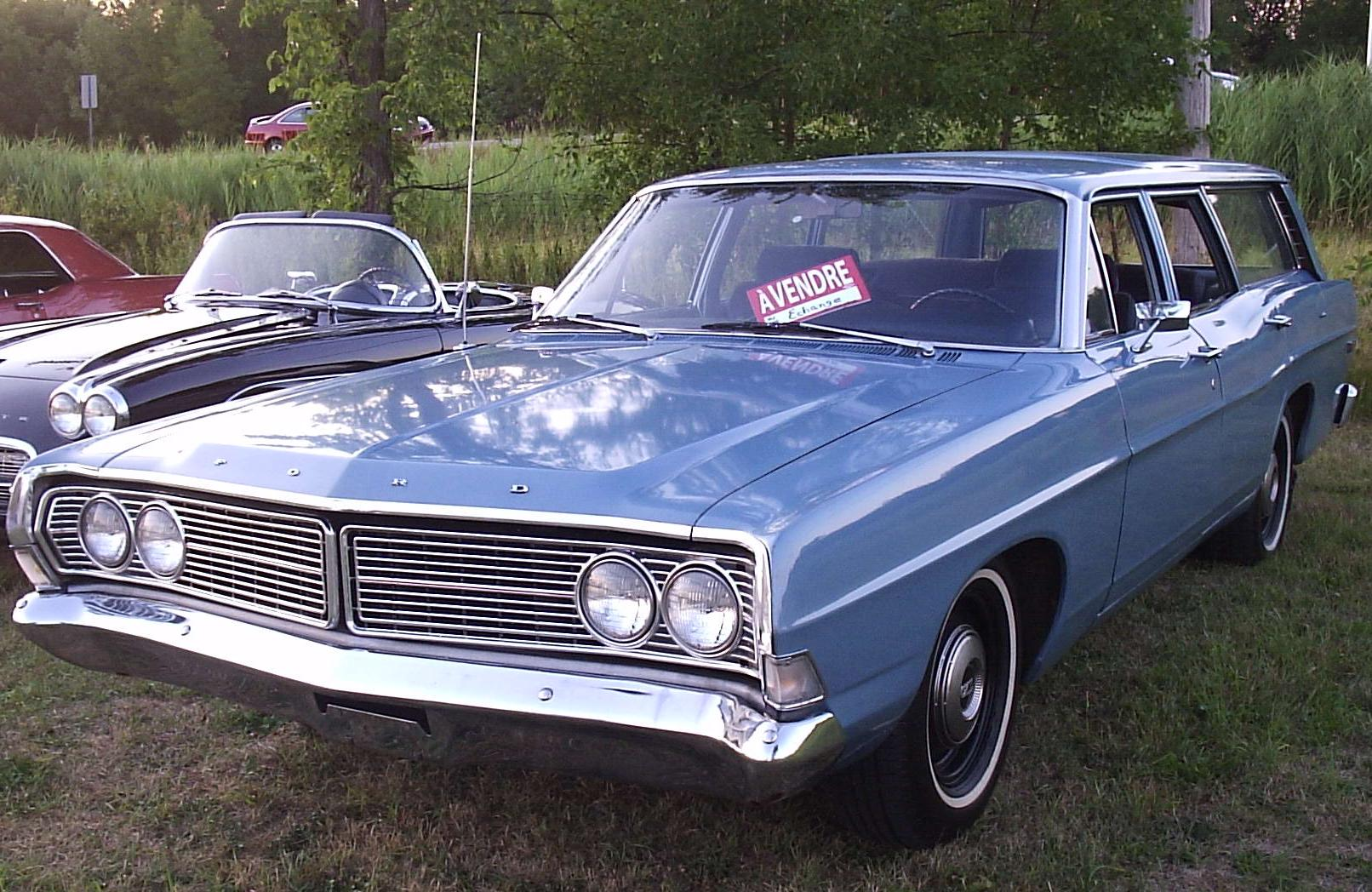
1968 Ford Country Sedan
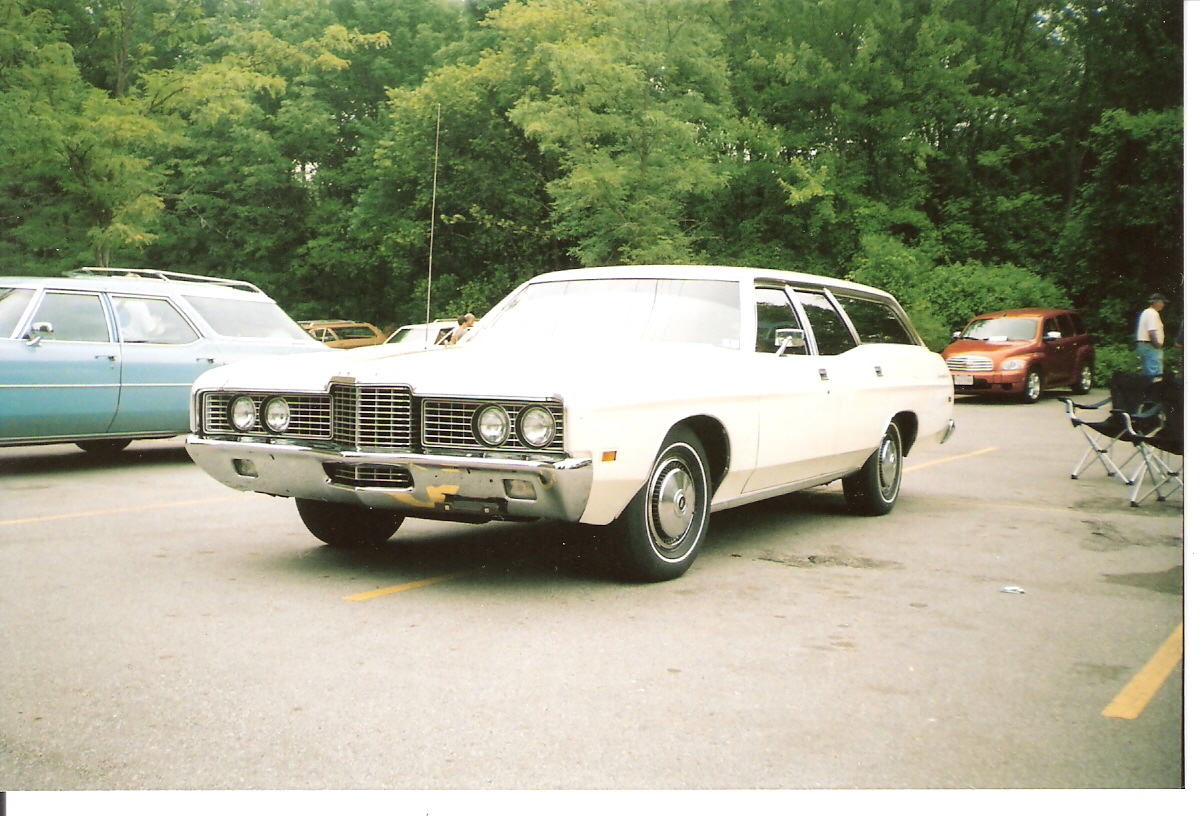
1972 Ford Country Sedan